# بوبي فريمان
بوبي فريمان (بالإنجليزية: Robert "Bobby" Freeman)‏ هو محامي وقاضي وسياسي أمريكي، ولد في 27 أبريل 1934 في بلاكيومين في الولايات المتحدة، وتوفي في 16 مايو 2016 في باتون روج في الولايات المتحدة بسبب أم الدم. حزبياً، نشط في الحزب الديمقراطي. وقد انتخب عضو مجلس نواب لويزيانا وانتخب نائب حاكم لويزيانا ‏.